# Saurauia schumanniana
Saurauia schumanniana är en tvåhjärtbladig växtart som beskrevs av Friedrich Ludwig Diels. Saurauia schumanniana ingår i släktet Saurauia och familjen Actinidiaceae. Inga underarter finns listade i Catalogue of Life.